# Salcombe Castle
Salcombe Castle eller Fort Charles er ruinen af en fæstning der ligger på stranden af North Sands i Salcombe, Devon, England. Den ligger i området South Devon Area of Outstanding Natural Beauty. Den er placeret på et klippfremspring, der nemt kan nås ved lavvande.
Det er opført i begyndelsen af 1500-tallet i starten af Henrik 8. af Englands regeringstid for at kunne beskytte Kingsbridge, længere oppe af floden, mod pirater .
Ruinen består af et fire-etagers halvrundt tårn på omkring 7 m med kanonhuler nær toppen. Via en mur er det forbundet til et rektangulært tårn, derer omkring 6 m højt.
Det er en listed building af anden grad og et ancient scheduled monument.